# Iulian Filip

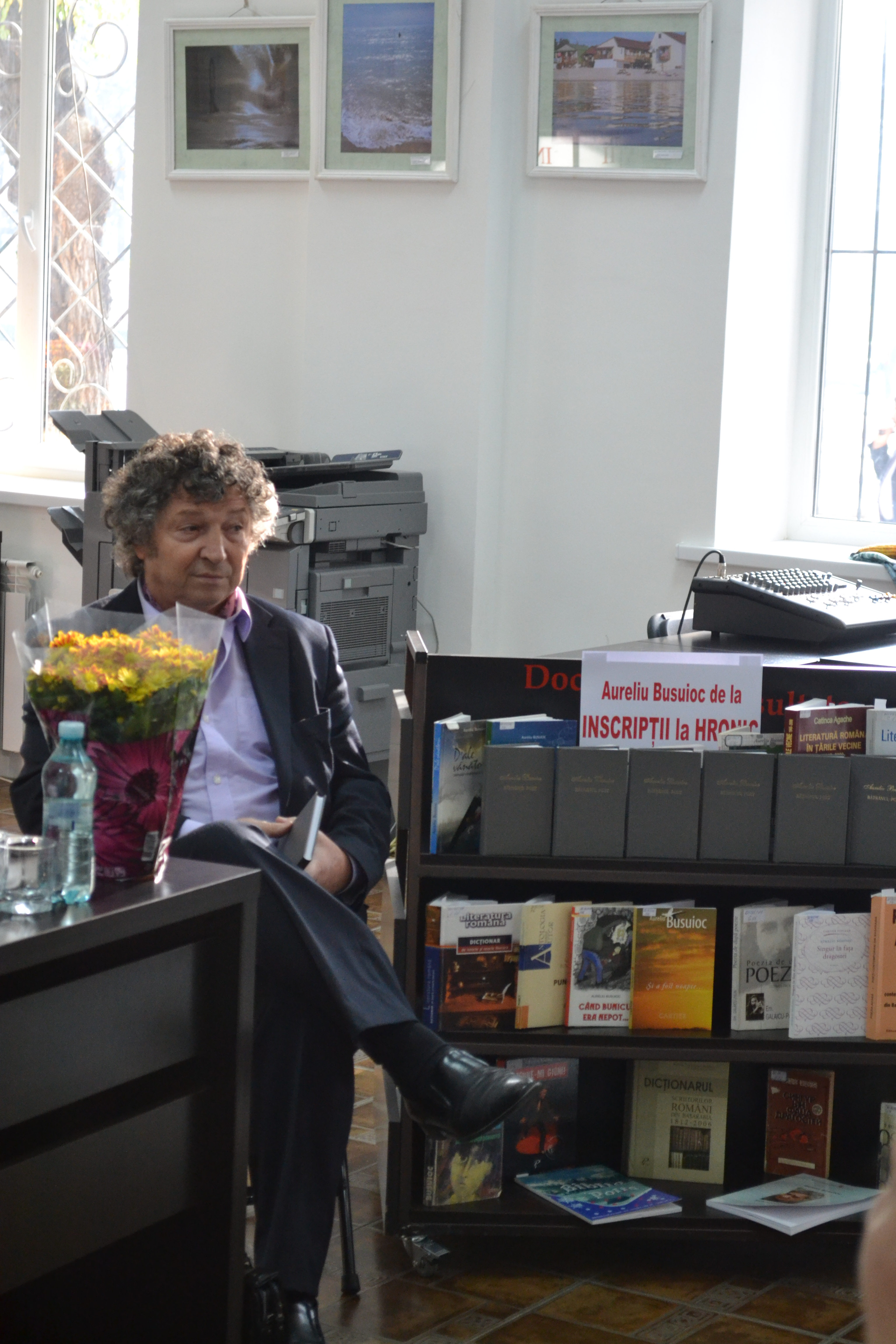
Iulian Filip lângă o colecție tematică de cărți

Iulian Filip (n. 27 ianuarie 1948, satul Sofia, raionul Drochia) este un poet, scriitor, dramaturg și folclorist român din Republica Moldova, doctor în filologie. 

## Biografie

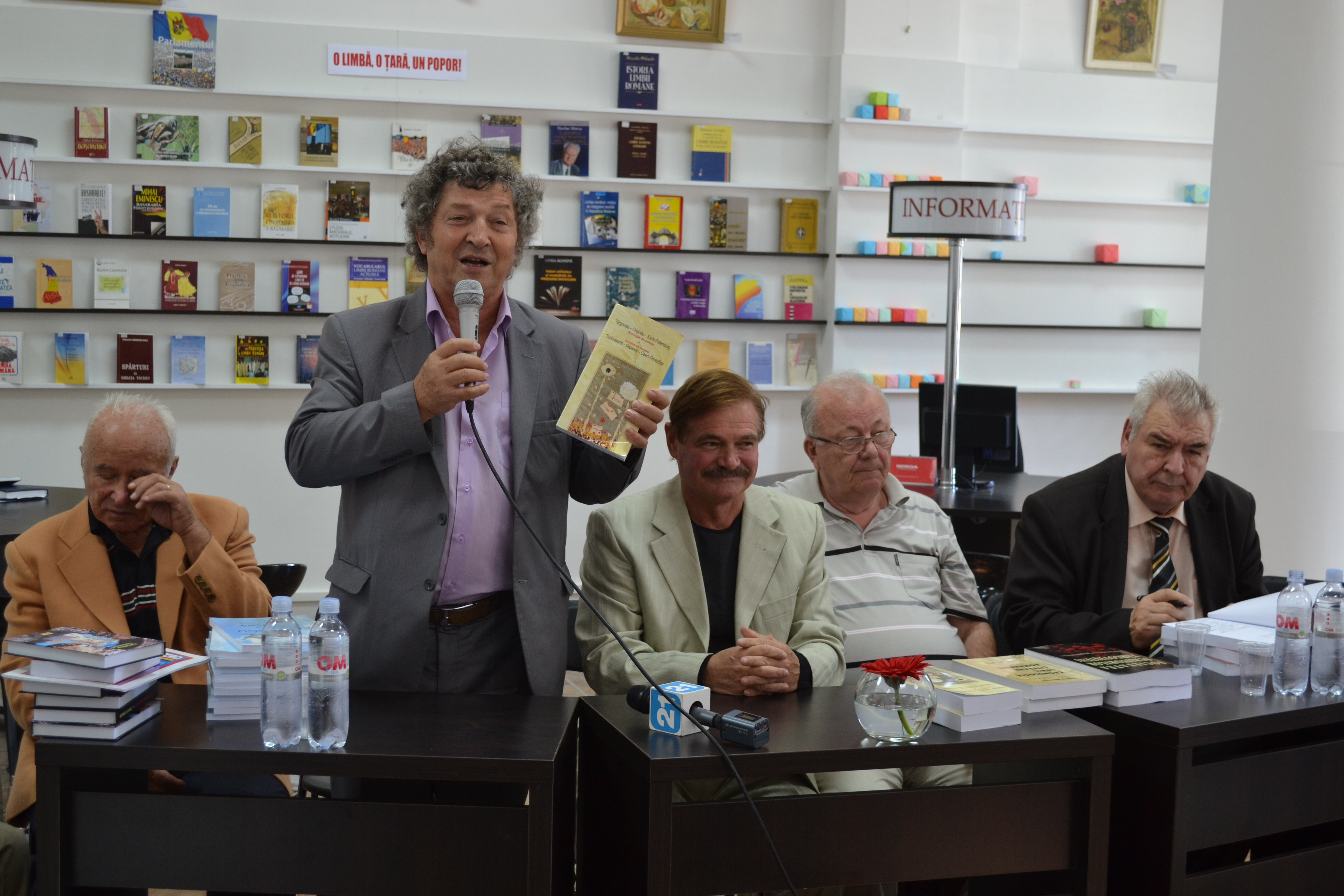
Iulian Filip la o lansare de carte, alături de alți scriitori

Iulian Filip s-a născut la 27 ianuarie 1948, în satul Sofia, raionul Drochia, RSS Moldovenească, în familia lui Ion și Ana Filip, agricultori.
După absolvirea școlii medii din Sofia, devine student la Universitatea Alecu Russo din Bălți (1965), facultatea de fizică și matematică, apoi – la litere, aceeași universitate. Absolvește universitatea în 1970 și urmează cariera de cercetător științific în calitate de doctorand în sectorul folclor al Secției de etnografie și studiul artelor de la Academia de Științe din Republica Moldova. Teatrul popular (folcloric) este tema investigațiilor și a tezei elaborate, în baza căreia este angajat în funcția de colaborator științific al Academiei, unde activează până la 1985. Din 1990 până în 2006 este șef al Direcției Cultură a Primăriei Chișinău. Din 2006 este șeful Departamentului „Căile Cărții” în administrația Uniunii Scriitorilor din Moldova (președinte acad. Mihai Cimpoi). În 2010 revine la Academia de Stat a Republicii Moldova, la același sector de folclor, acum în cadrul Institutului de Filologie. În 2012 susține teza de doctor în filologie. Conduce redacția Chișinău a revistei târgoviștene „Litere” (din 2002).
Debutează cu placheta de versuri Neîmpăcatul meșter (1974), în care motivele universului adolescentin se întâlnesc cu cele folclorice. În Cerul fântânilor (1977), Dialoguri primordiale (1978), Hulub de poștă (1983), Unde ești? (1987), Cafea neagră (1989), Tir de nisip (1991), Dansul timizilor (1994) și Semințele mărului oprit (1998), autorul cultivă un vers clasic, tradițional, sugestiv. Filip contribuie la dezvoltarea poeziei și dramaturgiei pentru copii prin numeroase cărți, între care: Casa fiecăruia (1980), Cenușar-Voinicul și Cenușărica-Mireasa (1981), Facă-se voia ta, Sfârlează!(1985), Colacul-marele, frate bun cu soarele (1988) etc.
Piesele sale pentru copii și pentru cei mari au fost montate în câteva spectacole. În proză s-a afirmat prin romanul eseistic Cobaiul nu triumfă (1996), iar în folcloristică prin cărțile Teatrul popular (1981) și Primiți „Căluțul”? (1983). Filip este și autor de texte pentru cântece de factură populară, corale și de estradă, autor de librete.
Anul 2013 a fost declarat anul Iulian Filip la Drochia. Cu această ocazie s-au desfășurat mai multe acțiuni de popularizare și promovare a operei literare a scriitorului.
În 2010 Iulian Filip a fost decorat de președintele Republicii Moldova Mihai Ghimpu cu Ordinul de Onoare, „pentru merite în dezvoltarea literaturii, activitate publicistică prodigioasă și contribuție la promovarea valorilor naționale”. În 2014 a fost decorat de președintele României Traian Băsescu cu Ordinul Național „Serviciul Credincios” - în grad de Ofițer, „în semn de înaltă prețuire a abnegației și dăruirii cu care au contribuit la formarea tinerei generații din Republica Moldova, pentru implicarea constantă în promovarea limbii române și valorilor democratice”.  În 2015, Iulian Filip primește premiul „Eminescu” pentru poezie la Festivalul Internațional de Literatură din Drobeta-Turnu Severin. În anul 2021, Direcția Cultură, Tineret, Turism, Sport al Consiliului raional Drochia și Biblioteca raională „Iulian Filip” din Drochia lansează Festivalul FILIPIADA pe baza operei integrale a lui Iulian Filip. Tot în același an apar volumele: Unde v-ați pierdut, ștrengari?; Pâine de la iepure, ediția a 2-a, Corespondența incredibilă, O lună plină și o lampă arsă.
Au fost realizate 3 biobibliografii, care includ operele literare ale scriitorului Iulian Filip, în 1998, 2008 și în 2016. 

## Opera literară
- Neîmpăcatul meșter, Chișinău, 1974
- Cerul fântânilor, Chișinău, 1977
- Dialoguri primordiale, Chișinău, 1978
- Casa fiecăruia, Chișinău, 1980
- Cenușar-Voinicul și Cenușăreasa-Mireasa, Chișinău, 1981
- Teatrul popular, Chișinău, 1981
- Primiți „Căluțul”?, Chișinău, 1983
- Hulub de poștă, Chișinău, 1983
- Facă-se voia ta, Sfârlează!, Chișinău, 1985
- Unde ești?, Chișinău, 1987
- Colacul-marele, frate bun cu soarele, Chișinău, 1988
- Cafea neagră, Chișinău, 1989
- Copăcel, copăcel, Chișinău, 1990
- Deșteptătoarele, Moscova, 1991
- Fir de nisip, Chișinău, 1991
- Dansul timizilor, Chișinău, 1994
- Au vrut melcii să se bată, Chișinău, 1996
- Cobaiul nu triumfă, Chișinău, 1996
- Din neamul lui Păcală, Chișinău, 1996
- Mergătorul, Chișinău, 1996
- Aventura neolatină, Chișinău, 1997
- Ceata lui Bujor, Chișinău, 1997
- Mamut a hűtőzekrénųben, Budapest, 1997

- Vrei să crești mare?, Chișinău, 1997

- Morțile prealabile, Chișinău, 1998
- Semințele mărului oprit, Chișinău, 1998
- Ruga iezilor celor trei, Chișinău, 1998
- Plăcințele cu mărar, Chișinău, 1999
- Amărâtele hărți, Timișoara, 2000
- Cuibul lui Dumnezeu, Chișinău, 2000
- Știutorul să mă ierte, Chișinău, 2000
- Căutarea păstorului, Chișinău, 2001
- Au vrut melcii să se bată, Chișinău, 2002
- Casa greierului, Chișinău, 2002
- Foarfeca lui Urecheanu ori serafimopisanie, ori coloane și ciolane, ori desăvârșirea dezamăgirii, ori ghid basarabean - detectiv istoric neterminat, ori scriitorii tac?, Chișinău, 2003
- Un spin = Une épine, Ploiești, 2003
- Poezia acasă, Târgoviște, 2003
- Cules – ales, Ploiești, 2004
- Plăcințele cu mărar: Nucul cu o singură nucă, ed.2, Chișinău, 2004
- Când pe morți îi strâng pantofii, cum e mersul celor vii?, Târgoviște, 2006
- Elegia dramatică a golului, Ploiești, 2007
- Linii și cuvinte comunicante, Chișinău, 2007
- Noroc polyglot, Chișinău, 2008
- Luna-i una, Chișinău, 2009
- Urmele mele frumoase, Chișinău, 2013
- Nuca lui Newton, Chișinău, 2016
- Adrese deștepte, Chișinău, 2018
- Pâine de la iepure, Chișinău, 2020
- Cartea mea cea mai gustoasă, Chișinău, 2023
- Oare ce mai fac buneii?, Chișinău, 2023

## Apreciere

### Premii și distincții
Iulian Filip a primit următoarele distincții:
- Maestru în Arte (1993)
- Medalia „Mihai Eminescu” (1998)[12]
- Premiul „Simion Florea Marian” al Academiei Române
- Premiul special al Festivalului Internațional de poezie „Lucian Blaga”, Cluj (2001)
- Premiul „Ilie Gravorul” (1996)
- Ordinul de Onoare (2010)[5]
- Premiul „Ion Creangă”, pentru întreaga activitate în domeniul cărții pentru copii (instituit și înmânat de către Președintele Parlamentului RM – 2012)
- Ordinul Național „Serviciul Credincios” în grad de Ofițer[6][7]
- Premii ale Societății Scriitorilor Târgovișteni:
  - secțiunea traduceri pentru volumul Dragoste și moarte („Amore e Morte”) – traducere din Giacomo Leopardi (2006)
  - Premiul pentru publicistică – Când pe morți îi strâng pantofii, cum e mersul celor vii? (2007)
  - Premiul „Grigore Alexandrescu” pentru poezie – Moara cu plăcinte (2008), Cartea cea mai a mea (2009)

### Apreciere critică
„Găsim, în cărțile lui Iulian Filip, o continuitate tematică (rădăcinile, casa, omul și natura, viața, moartea), pigmentată de o manifestare mai accentuată a ludicului. Iulian Filip dă dovadă de o imaginație frumoasă, jucându-se serios cu vorbele, inventând noțiuni și categorii, înflorindu-și fraza, „rampanizând-o”, făcând-o să „spumege”, să fie cu efect retoric, operând cu majuscule, cu rarefieri, sublinieri cu bolduri și cu aldine, metafiorizând și graficizând, ornamentând cu desene, sigle, semnături. Scrie jucându-se, aproximează, definește, ironizează și o întoarce în serios, pune întrebări grave și se autoîntreabă, constată trist și se bucură luminos când e vorba de o faptă culturală bună (și nu numai culturală; despre Paștele Blajinilor spune bunăoară că e „o luminoasă și creștină întâlnire a noastră cu noi”), se dă în spectacol calamburistic, liric sau grav, dramatic, barochizează sau notează simplu, cu creionul, moralizează și ascultă atent lecțiile altora.”—Mihai Cimpoi